# جاناتان بنت (هنرپیشه)
جاناتان بنت (انگلیسی: Jonathan Bennett؛ زادهٔ ۱۰ ژوئن ۱۹۸۱) هنرپیشه اهل ایالات متحده آمریکا است. وی از سال ۱۹۹۷ میلادی تاکنون مشغول فعالیت بوده‌است.

## فیلم شناسی
از فیلم‌ها یا برنامه‌های تلویزیونی که وی در آن نقش داشته‌است می‌توان به آثار زیر اشاره کرد.
- دوجینش ارزان‌تر است (۲۰۰۳)
- دوجینش ارزان‌تر است ۲ (۲۰۰۵)
- کشتی شکسته عشق (۲۰۰۵)
- دختران بدجنس (۲۰۰۴)
- ون وایلدر: سال تازه‌وارد (۲۰۰۹)
- روز یادبود (فیلم ۲۰۱۲) (۲۰۱۲)
- زیرآب (فیلم ۲۰۱۶) (۲۰۱۶)
- بوستون پابلیک (۲۰۰۳)
- ورونیکا مارس (مجموعه تلویزیونی) (۲۰۰۴–۲۰۰۵)
- اسمالویل (۲۰۰۵)
- فرد: نمایش (۲۰۱۲)
- گروگان (۲۰۱۳)
- سرگرمی امشب (برنامه تلویزیونی) (۲۰۱۸–۲۰۱۹)
- سوپرگرل (مجموعه تلویزیونی ۲۰۱۵) (۲۰۱۹)
- تسخیر شارون تیت (۲۰۱۹)